# Academia Central de Bellas Artes de China
La Academia Central de Bellas Artes de China o ACBACh es una academia de arte dirigida por el Ministerio de Educación de China. El Manila Bulletin la nombró como la más prestigiosa y renombrada "academia escolar" de arte de China . Está considerada una  de las escuelas más selectivas en el país y rechaza a más del 90% de sus solicitantes cada año.

## Trayectoria
La historia de Escuela de Arte Nacional en Beiping (国立北平艺术专科学校) deriva de la Escuela Nacional de Bellas artes en Beijing en 1918, fundada por el educador Cai Yuanpei. Fue la primera escuela nacional  de bellas artes en China, y también el principio de la educación moderna china de bellas artes. La academia estuvo fundada en abril de 1950, a raíz de la fusión entre Escuela de Arte Nacional en Beiping y el departamento de bellas artes del tercer campus de la Universidad de Porcelana del norte.  El anterior inicio de la CAFA incluía a personalidades como Xu Beihong, Jiang Feng, Wu Zuoren, Gu Yuan y Jin Shangyi. El presidente actual es el pintor e historiador de bellas artes, Profesor Gongkai. El vicepresidente actual es el artista contemporáneo, Xu Bing. Secretario actual de CPC en el comité es Yang Li. El director actual de la comisión académica es el pintor de óleo Jin Shangyi.
La academia comprende seis escuelas de diferente especialidad: Escuela de Bellas Artes, Escuela de Pintura china, Escuela de Diseño, Escuela de Arquitectura, Escuela de Humanidades, y Escuela de Diseño Urbano. Una escuela de educación del licenciado y un instituto de bellas artes están también afiliados. Hay 534 profesores y personal para 3,800 graduados y estudiantes de posgrado, y para 100 alumnos internacionales. Su museo de bellas artes tiene colecciones únicas, incluyendo más de 2,000 rollos de pinturas chinas, de la Dinastía Ming. CAFA edita, publica y distribuye dos revistas académicas, "Estudio de Bellas artes" y "Bellas artes del Mundo".
El programa de diseño de CAFA estuvo renovado en 1995 por el Departamento de Diseño de Arte, después de una paralización de unos cuarenta años, y de nuevo activada como la Escuela de Diseño en octubre de 2002. Con el objetivo de preparar y formar al alumnado como profesionales futuros en diseño con pensamiento creativo y capacidades prácticas, la Escuela de Diseño forma graduados, licenciados y Ph.D. Grados en los programas que varían de diseño de comunicación visual, diseño de producto, diseño de moda, fotografía, medios de comunicación digitales para diseñar teoría e historia. La Escuela de Diseño juega una función importante en promover diseño en China y está implicada en actividades de diseño, las más notables son sus diseños para la olimpiada de 2008 de Beijing.
El nuevo Museo de Arte de CAFA, diseñado por el arquitecto japonés Arata Isozaki, está ubicado en la esquina noreste del campus de CAFA en el número 8, Huajiadi Nan Street, Wangjing, con una superficie de 3546 m 2, con una superficie total de 14 777 m 2. El museo abrió en octubre de 2008, para el 90 aniversario de la Universidad. El nuevo museo, de seis pisos, tiene varias colecciones notables, incluidas más de 2.000 pinturas de pergaminos chinos históricos que datan de la dinastía Ming. El museo alberga exposiciones rotativas temporales. Las entradas cuestan 10 RMB. 
La escuela llamó la atención de los medios durante las protestas de la Plaza Tiananmen de 1989, durante las cuales los estudiantes protestaron creando una gran estatua, llamada la Estatua de la Democracia. Cada una de las ocho academias de arte firmó una declaración explicando el propósito de la estatua.
En 2018, el asteroide 118418 Yangmei fue nombrado así, en honor de la academia.
En 2019, la universidad fue número 27 para arte y diseño en el Clasificación Mundial de Universidades QS.

## Escuelas y Universidades

### Facultad de Arte y Diseño
- Escuela de Pintura china
- Escuela de Arte Bueno
  - Departamento de Pintura al óleo
  - Departamento de Printmaking
  - Departamento de Escultura
  - Departamento de Mural Pintura
- Escuela de Arte Experimental
- Escuela de Humanidades
  - Departamento de Historia de Arte y Teoría
  - Departamento de Patrimonio Cultural
  - No-Búsqueda de Patrimonio Cultural material Centro
  - Centro de información
- Escuela de Diseño
  - Comunicación visual
  - Diseño industrial
  - Diseño de Medios de comunicación digitales
  - Fotografía
  - Diseño de moda
  - Diseño de joyas
- Escuela de Arquitectura
  - Arquitectura
  - Diseño de paisaje
  - Diseño de interior
- Universidad de Diseño de Ciudad
  - Departamento de Diseño de Información
    - Diseño editorial
    - Diseño de comunicación
    - Diseño de Información comercial

  - Departamento de Diseño de Producto
    - Diseño cerámico
    - Diseño de obra de arte
    - Diseño de Producto del interior
    - Diseño de joyas

  - Departamento de Diseño Espacial
    - Arte público
    - Diseño de exposición
    - Diseño de Sistema visual

  - Departamento de Diseño de Vídeo
    - Animación
    - Diseño de juego
    - Película experimental
- Escuela de Administración de Artes y Educación

### Escuela de grado
- Maestro  Curso de Grado
- Doctoral Curso de grado

## Museo de CAFA[7]
Instalado en los años iniciales de 1960s, el Museo de Academia Central de Bellas artes, anteriormente CAFA Galería cuándo  estaba localizado en Xiaowei Hutong en Beijing, una céntrica calle, Wangfujing, foco de la colección de obras de arte. Tiene una colección de unos 13,000 trabajos qué cubren una variedad de géneros y estilos, incluyendo trabajos representativos de antiguos y modernos maestros chinos, así como trabajos estudiantiles desde la incorporación de la fundación de la Academia en 1950, a través de las categorías de pintura china, pintura al óleo, impresión, escultura y arte popular, como el cuadro de Año Nuevo, bordado y objetos y traje étnicos, junto con reliquias chinas de bronce, cerámica, y grabados.
Diseñado por Arata Isozaki, un arquitecto japonés renombrado, el museo nuevo de CAFA es un edificio de 14,777 metros cuadrados en una parcela de 3,546 metros cuadrados, con cuatro pisos superiores y dos subterráneos. El museo fue puesto en uso en septiembre de 2008, junto con el almacén de colección, exposición permanente y salas temporales, así como apoyando las instalaciones que incluyen estudios de artista, salas de conferencia y aulas, cafetería y librería.

## Biblioteca
La biblioteca de la Academia Central de Bellas Artes de China tiene una historia larga. Una de las bibliotecas profesionales más grandes en China, con los libros de arte más relevantes, tiene una colección de 360,000 libros y pinturas de varias clases, cuya colección especial incluye bloque de madera cuadros de Año Nuevo, libros antiguos con ilustraciones, tablas de piedra grabadas con retratos de la Dinastía Han, tablas de varias dinastías y las primeras copias de mano de sellos grabados, etc., y libros de arte e impresiones de calidad de obras de arte originales que se publicaron en Europa, América y Japón también.
La biblioteca ha instalado habitaciones de lectura para libros de arte, libros de ciencia social y revistas y multimedia de comunicación, los cuales están abiertos a lectores. Además de eso, la biblioteca proporciona CJFD y CDMD de CNKI, e-libros en Shushing sitio web, Museo de Palacio Nacional-On-line y Base de datos de Taiwán, de Disertaciones Maestras, etc. Como referencia de bellas artes, tiene una base de datos propia, con texto y nombres de disertación en revistas recopiladas por CAFA, etc.

## Estudiantes notables
- Jin Shangyi[8]
- Wu Guanzhong
- Wu Zuoren
- Beohar Rammanohar Sinha
- Zhang Huan
- Fang Lijun
- Hang Liu
- He Chengyao
- Old Xian
- Chen Man
- Xu Bing
- Sui Jianguo
- Wu Shaoxiang
- Jiang Shuo
- Yu Xingze
- Yan Cong